# Оскар Діксон
Барон Оскар Діксон (швед. Oskar von Dickson; 2 грудня 1823 — 6 червня 1897) — шведський магнат, купець, комерсант, промисловець і філантроп шотландського походження. Свого часу вважався найбагатшим з усіх шведів.
Оскар Діксон разом з королем Оскаром II і Олександром Михайловичем Сибіряковим протегував великому числу арктичних експедицій в 1800-х роках. Зробив велике сприяння подорожі Нільса Адольфа Еріка Норденшельда на судні «Вега» в  російську Арктику і до берегів Гренландії, плавання Фрітьофа Нансена на «Фрамі», а також полярної експедиції Саломона Андре на повітряній кулі.
Як ентузіаст досліджень Арктики, Оскар Діксон в ролі спонсора сприяв ряду важливих ризикованих полярних досліджень між 1860 і 1900 роками. За свої заслуги в 1885 році перед королем Оскар Діксон був удостоєний дворянства і титулу барона. З 1878 року Діксон був членом Шведської королівської академії наук.

## Вшанування пам'яті
- В Карському морі на честь Оскара Діксона був названий острів і бухта, а пізніше також порт (і селище) в Красноярському краї РФ.[2]
- Також, його ім'я носять Земля Діксона і Діксонфьорд на Шпіцбергені.